# Ponthieva fertilis
Ponthieva fertilis är en orkidéart som först beskrevs av Friedrich Carl Lehmann och Friedrich Fritz Wilhelm Ludwig Kraenzlin, och fick sitt nu gällande namn av Gerardo A. Salazar. Ponthieva fertilis ingår i släktet Ponthieva och familjen orkidéer. Inga underarter finns listade i Catalogue of Life.